# 영스트리트 (라디오 프로그램)
《웬디의 영스트리트》는 SBS 파워FM(수도권 FM 107.7MHz)에서 매일 저녁 8시부터 밤 10시까지 방송되는 연예오락 전문 라디오 프로그램이다.

## 개요
1996년 11월 14일 SBS 파워FM 개국과 함께 첫방송되었으며, 2007년 4월 15일에 잠정적으로 폐지되었다가 2010년 3월 29일에 3년 만에 부활되어 현재까지 방송 중이다.

## 역대 DJ
- 1대 김예분 (여): 1996년 11월 15일 ~ 1997년 12월 31일
- 2대 이지훈 (남): 1998년 1월 1일 ~ 2001년 4월 1일
- 3대 채리나(룰라) (여): 2001년 4월 2일 ~ 2001년 10월 21일
- 4대 클릭비 (남): 2001년 10월 22일 ~ 2003년 10월 19일
- 5대 하하, MC 몽 (남): 2003년 10월 20일 ~ 2004년 5월 2일
- 6대 장근석 (남): 2004년 5월 3일 ~ 2005년 10월 31일
- 7대 김희철 (남)[1], 박희본 (여): 2005년 11월 1일 ~ 2006년 4월 30일
- 8대 박정민, 허영생, 김규종 (남): 2006년 5월 1일 ~ 2007년 4월 15일
- 9대 김희철(슈퍼주니어) (남): 2010년 3월 29일 ~ 2011년 6월 27일
- 10대 황광희 (남), 김예원(쥬얼리) (여): 2011년 7월 2일 ~ 2011년 8월 31일
- 11대 붐 (남): 2011년 9월 1일 ~ 2013년 11월 11일
- 12대 케이윌 (남): 2013년 12월 27일 ~ 2015년 1월 4일
- 13대 이국주 (여): 2015년 1월 5일 ~ 2018년 10월 21일
- 14대 정소민 (여): 2018년 12월 3일 ~ 2019년 12월 15일
- 15대 이준 (남): 2019년 12월 20일 ~ 2021년 5월 2일
- 16대, 18대 웬디(레드벨벳) (여): 2021년 7월 12일 ~ 2023년 7월 2일, 2024년 8월 19일 ~ 현재
- 17대 권은비(아이즈원) (여): 2023년 7월 3일 ~ 2024년 8월 4일

## 코너
매일 코너
- Talk To Me
- (퀴즈)

위클리 코너
- [목] 메이드 바이 영스
- [금] 플리 완상 (with 나상현)
- [주말] 피처링 웬디
- [토] 한 주 리뷰
- [일] 한 주 프리뷰
- 영스엔 웬일이야~?
- 웬.그.막

## 지역 방송국 프로그램
- 단, 본사 방송 수중계는 강원, 대전세종충남, 충북, 울산, 광주전남, 전북, 제주이다.

| 방송 채널    | 방송 권역           | 프로그램             | 방송 시간                    | 진행자 |
| ------------ | ------------------- | -------------------- | ---------------------------- | ------ |
| TBC Dream FM | 대구광역시 경상북도 | 배영서의 매직? 뮤직! | 매일 저녁 8시 ~ 밤 10시      | 배영서 |
| KNN 파워FM   | 부산광역시 경상남도 | 조문경의 온나라디오  | 매주 평일 저녁 8시 ~ 밤 10시 | 조문경 |
| KNN 파워FM   | 부산광역시 경상남도 | 오희주의 라디오라떼  | 매주 주말 저녁 8시 ~ 밤 10시 | 오희주 |

## 같이 보기
- 연예오락
- 그대의 밤, 정엽입니다 (SBS 러브FM)
- 음악이 있는 저녁 풍경 (cpbc FM)